# Giant George
Giant George (17 de noviembre de 2005 - 17 de octubre de 2013) fue un gran danés azul previamente reconocido como el perro vivo más alto del mundo, y el perro más alto del planeta por el Guinness World Records. Originalmente había informes contradictorios de los medios con respecto a su altura, pero la medición oficial mostró que él era tres cuartos de una pulgada más alto que el anterior titular del registro, Titan (a 43 pulgadas (110 cm) en la cruz) y una pulgada más corto que el titular del registro actual, Zeus. Sus records fueron anunciados cuando apareció en The Oprah Winfrey Show en febrero de 2010.

## Biografía
George nació el 17 de noviembre de 2005, y ha sido propiedad de David Nasser desde que tenía 7 semanas de edad. Mientras que medía 42 5/8 pulgadas de alto (109 cm) en el punto medio del cuello y erróneamente anunciado por Guinness como 43 pulgadas en la cruz, su altura era legítima de 39 1/8 pulgadas (99 cm) en la cruz según GPCA Illustrated Standard y pesaba 245 libras (111 kg), que es alrededor de 100 libras (45 kg) más del promedio de un gran danés. En el momento de su muerte Giant George residía en Tucson, Arizona.
En su casa, dormía en una cama de matrimonio, y una de sus aficiones era montar por el barrio de su familia en un carrito de golf. Mientras viajaba a Chicago para su aparición de 2010 en The Oprah Winfrey Show, George ocupó una fila de tres plazas de avión. Él causó una conmoción con otros pasajeros que se acercaban para tomar fotografías, "Había tantas personas que vienían a la parte delantera del avión, el piloto terminó iluminando la señal de abrocharse los cinturones de seguridad 'para conseguir que todos se sienten", explicó su dueño, David. Durante el vuelo, George junto a su propietario David y su esposa Christine, tuvieron que sentarse en el mamparo, cual es la partición que divide la primera clase del resto de los pasajeros. Tenían que volar en primera clase en American Airlines, pero se encontraron con que no había suficiente espacio para George y en su lugar voló al día siguiente.
George murió el 17 de octubre de 2013.

## Nominación
Había informes contradictorios sobre la altura de George, por lo que un juez de Guinness fue enviado a verificarlo. Craig Glenday, editor en jefe de Guinness World Records, explicó: "Este es un registro muy disputado y después de cierta controversia y los informes de los medios de comunicación en conflicto decidimos enviar nuestro propio juez oficial a poner el sello final sobre este récord". La medición por el veterinario Jim Boulay y presenciado por el representante de Guinness Jamie Panas mostró que George era tres cuartos de una pulgada más grande que el anterior récord celebrado por otro gran danés, Titan.
Los registros fueron anunciados por Oprah Winfrey el 22 de febrero de 2010, cuando George apareció en The Oprah Winfrey Show. George había sido galardonado con los títulos en secreto el 15 de febrero de 2010, con los productores de Oprah pidiendo todos los partidos y los medios de comunicación para mantener el anuncio tranquilo hasta después de su aparición en el programa. Las consultas han sido realizadas por el espectáculo para que George aparezca antes de que ganara los títulos, sin embargo su dueño pidió mantener a raya su aparición hasta que Guinness haya revisado su aplicación.
El anuncio del nuevo récord fue utilizado por el Guinness World Records para dar a conocer una variedad de otras búsquedas de registros relacionados con las mascotas, incluyendo las orejas más largas de un perro, perro más pequeño (longitud), el perro más viejo, gato más pequeño y el gato más viejo.